# Marco Longhi
Marco Andrea Longhi (né en 1967) est un homme politique du Parti conservateur britannique et un entrepreneur immobilier qui est député de Dudley North de 2019 à 2024. Le 4 janvier 2025, il rejoint le parti Reform UK de Nigel Farage.

## Biographie
Longhi grandit à Rome, fils d'un ouvrier italien. Il suit une formation de pilote et étudie ensuite l'ingénierie à l'Université de Manchester, avant de travailler dans l'industrie pétrolière et gazière.
En 1999, Longhi est élu conseiller conservateur à Walsall, où son grand-père Wilfred Clarke a été maire en 1978, et devient maire en 2017 et à nouveau en 2018. Aux élections générales de 2005, il se présente à Dudley South, perdant face au parti travailliste sortant d'environ 4 000 voix.
Il se présente à nouveau à Dudley North aux élections générales de 2019, remportant le siège après le départ du titulaire, Ian Austin (indépendant, anciennement travailliste).
Le 22 avril 2020, lors de la pandémie de Covid-19, il est le premier député à parler à la Chambre des communes via un lien vidéo à distance, posant une question au secrétaire gallois, Simon Hart.
Longhi est le directeur de la société de gestion immobilière Justmove (Lettings) Limited et possède neuf maisons à Walsall,.